# 西安市后宰门小学
西安市后宰门小学，是陕西省示范小学，西安市一级小学，新城区的实验学校。学校的前身，是创建于1935年的作秀小学；前中國國民黨主席連戰，幼年时曾在这里读书。现校址，位于陕西省人民政府新城大院正北约一公里处，与著名的原“八路军驻西安办事处”毗邻。学校总占地10,495平方米，建筑面积6,000多平方米；前后共4座教学楼，另有图书、电教、微机、语音、实验、音乐、舞蹈、美术、科技等专用教室及活动室12个。学校还建有闭路电视教学系统，各种教学设施已达到陕西省颁发实验小学的标准。
学校长期以来，以教学为中心，推動教学常规管理，重视教学改革与实验，主張“严谨、博学、爱生、奉献”的教风与“勤奋、精思、生动、活泼”的学风。

## 历史沿革
1938年8月，张济同先生始建私立作秀小学（位于后宰门十字西北角）；校名是为了纪念双亲，而以父亲张作栋和母亲李启秀的名字各取一字而得。1942年，在作秀小学的基础上创办了西安市私立作秀女子中学，同时保留小学部。
抗日战争期间，在作秀小学读书的连战由于校园被日机轰炸，转学到一路之隔的北新街小学（又名师专附小，后逐渐演变为后宰门第一小学，位于后宰门十字东北角）。
1952年，作秀女中更名为西安市女子中学。1961年，西安市女子中学迁至东一路，更名为西安市第六十中学。小学部保留在原址，被称为后宰门第二小学。随后，后宰门第一小学与后宰门第二小学合并为先今的西安市后宰门小学。同时，在后宰门第二小学原址上搬来了建于1978年的新城区教职工幼儿园，后更名为西安职业中等专业学校附属幼儿园。

## 教育成果
自20世纪九十年代以来，在前校长崔光运老师的领导下，后宰门小学全面实施素质教育，教育教学质量及学生的素质不断提高，在全国以及省市的各项活动中获奖200多项次。
- 1987年被西安市教委确定为“新城区实验小学”；
- 1989年荣获全国达标先进集体；
- 1990年荣获全国集中识字试验先进学校；
- 1991年荣获全国学赖宁先进集体；
- 1992年被评为西安市“普六”先进集体；
- 1993年被评为全国群体工作先进集体及陕西省传统项目先进学校；
- 1994年被评为全国“双有”活动先进集体及陕西省雏鹰大队称号；
- 1995年被评为全国视力监测先进学校；
- 1996年被评为全国“热爱祖国，立志成才”读书活动先进集体；
- 1997年正式成为西安市一级一类小学；
- 1998年7月参加陕西省小学教师基本素质展示，获一等奖；并获“陕西省素质教育示范小学”称号；
- 1999年被陕西省教育委员会命名为“陕西省示范小学”。

## 重要事件
- 爷爷您回来了